# Karel Horálek
Karel Horálek (ur. 4 listopada 1908 w Rajhradzie, zm. 26 sierpnia 1992 w Pradze) – czeski językoznawca. Zajmował się językiem staro-cerkiewno-słowiańskim, slawistyką porównawczą, bałkanistyką, rosyjskim i bułgarskim, językoznawstwem ogólnym, poetyką, teorią przekładu, folklorystyką oraz dziejami slawistyki.

## Życiorys
W 1927 r. zdał maturę w gimnazjum realnym. W latach 1935–1939 studiował język czeski, filozofię oraz filologię słowiańską na Wydziale Filozoficznym Uniwersytetu Jana Ewangelisty Purkyniego w Brnie. W 1939 r. został zatrudniony jako asystent na tejże uczelni. W ramach represji po 17 listopada 1939 został aresztowany. Sześć lat był więziony w obozie koncentracyjnym Oranienburg.
W latach 1940–1945 był zatrudniony w Kancelarium Słownika Języka Czeskiego (Kancelář Slovníku jazyka českého). W 1945 r. otrzymał tytuł PhDr.; w 1946 r. uzyskał docenturę na Uniwersytecie Karola, na podstawie pracy Význam Savviny knigy pro rekonstrukci staroslověnského překladu evangelia; w 1947 r. został mianowany profesorem. 1951–1971 kierował praską Katedrą Slawistyki, 1955–1958 pełnił funkcję dziekana. W latach 1972–1978 był dyrektorem Instytutu Języka Czeskiego Czechosłowackiej Akademii Nauk, a następnie konsultantem naukowym Instytutu Literatury Czeskiej i Światowej Czechosłowackiej Akademii Nauk.
Od 1939 jego artykuły ukazywały się na łamach czasopism naukowych („Listy filologické”, „Slovo a slovesnost”, „Naše řeč”, „Umjetnost riječi” [Zagrzeb]). Autor publikacji książkowych i podręczników, w tym Úvod do studia slovanských jazyků i Filosofie jazyka.

## Wybrana twórczość
- Význam Savviny knigy pro rekonstrukci staroslověnského překladu evangelia, 1948
- Staré veršované legendy a lidová tradice, 1948
- K dějinám tekstu staroslověnského evangelia, 1948
- Velký rusko-český slovník, 1952–1964, współautorstwo
- Základy staroslověnštiny, 1953
- O jazyce literárních děl Aloise Jiráska, 1953
- Evangeliáře a čtveroevangelia – Příspěvky k textové kritice a k dějinám staroslověnského překl. evangelia, 1954
- Přehled vývoje českého a slovenského verše, 1957
- Kapitoly z teorie překládání, 1957
- Úvod do studia slovanských jazyků, 1962
- Studie o slovanské lidové poezii, 1962
- Slovanské pohádky, 1964
- Pohádkoslovné studie, 1964
- Studie ze srovnávací folkloristiky, 1966
- Filosofie jazyka, 1967
- Základy slovanské metriky, 1977
- Folklór a světová literatura, 1979
- Studie o populární literatuře českého obrození, 1990